# Morten Andersen
Morten Andersen (* 19. August 1960 in Kopenhagen) ist ein ehemaliger dänischer American-Football-Spieler auf der Position des Kickers, der zuletzt für die Atlanta Falcons in der National Football League (NFL) aktiv war. Andersen war mit 47 Jahren der älteste aktive Spieler der NFL und damit auch ein Jahr älter als sein letzter Head Coach, Bobby Petrino. Des Weiteren hält er viele NFL-Rekorde im Bereich des Kickens und als „Dauerbrenner“. Er wurde siebenmal in den Pro Bowl berufen (darunter viermal hintereinander in den Jahren 1986 bis 1989) und ist auch Mitglied der NFL-Allstar-Mannschaften der 1980er und 1990er.
Er ist Mitglied der Pro Football Hall of Fame Class von 2017.

## Leben und Karriere

### Frühe Jahre
Andersen wurde in Kopenhagen geboren, wuchs aber in Struer im Westen Jütlands auf. Schon zu seiner Schulzeit war er sehr athletisch, so hatte Erfolge im Weitsprung und im Turnen und verpasste nur knapp den Sprung in die Jugendfußballnationalmannschaft Dänemarks.

### Erste Schritte in Highschool und College
Bei einem Schüleraustausch 1977 kam Andersen zum ersten Mal mit Football in Kontakt, als er für das Austauschjahr für eine Highschool in Indianapolis kickte und dabei einen so großen Eindruck hinterließ, dass die Michigan State University ihm spontan ein Stipendium ermöglichte. Er stellte fast alle Rekorde der Universität neu auf, so zum Beispiel ein 63-Yard-Field-Goal gegen den Rivalen der Ohio State University, das sogar in der Conference seiner Universität immer noch Rekord ist. Dies brachte ihm so genannte „All-American-Ehren“ ein, d. h., er wurde 1981 in das All-Star-Team aller College-Footballmannschaften der USA gewählt.

### In der NFL

#### „Mr. Automatic“ – 13 Jahre bei den Saints
Auf diese Karriere hin wurde Andersen in der vierten Runde der NFL-Draft 1981 von den New Orleans Saints ausgewählt. Hier avancierte er schnell zu einem der besten und vor allem zuverlässigsten Kicker der gesamten Liga. Neben den sechs seiner sieben Pro Bowl Berufungen stellte er auch einige „Marken“ als Kicker auf, so z. B. ein 60-Yard-Fieldgoal gegen die Chicago Bears im Jahre 1991. Damit ist er einer von gerade einmal sechs Kickern in der NFL, die ein Fieldgoal aus 60 Yards oder mehr erzielen konnten, und damit hat er auch einen Vorteil gegenüber seinem langjährigen Konkurrenten Gary Anderson. Aufgrund seiner hohen Zuverlässigkeit (siehe unten in der Tabelle) wurde er „Mr. Automatic“ genannt, als Bezeichnung für seine Kicks, die immer gut aussahen und auch fast alle ihr Ziel trafen. Nach der Saison 1994 wollten die Saints ihm eine Gehaltskürzung aufzwingen, damit sie unter der Salary Cap, der Gehaltsobergrenze, blieben. Aufgrund seiner Zuverlässigkeit sah er das jedoch nicht ein und kündigte den Vertrag auf. Viele Saints-Fans und auch Offizielle trauerten der durch dieses schlechte Angebot verpassten Gelegenheit zu einer Vertragsverlängerung noch lange nach.

#### Wechsel zum Konkurrenten Atlanta Falcons
Nachdem Andersen frei für den Spielermarkt war, waren es die Atlanta Falcons, die ihm einem neuen Vertrag gaben. So konnte er sich direkt bei seinem alten Team „revanchieren“, da sie als Divisions-Gegner zweimal pro Jahr aufeinandertreffen. Im Dezember seiner ersten Saison mit den Falcons hat er dies auch, als er nämlich drei Fieldgoals über 50 Yards in einem Spiel erzielte und damit einen weiteren Rekord aufstellte. Außerdem erzielte er in dieser Saison mit 122 Punkten, resultierend aus 31 Fieldgoals und 29 Extrapunkten, die höchste Punktzahl seiner Karriere. Weiterhin wurde Andersen hier zu seinem siebten Pro Bowl eingeladen und führte die Falcons durch sein Field Goal in der Verlängerung gegen die Minnesota Vikings im Conference Championship 1998 zum ersten Super Bowl der Teamgeschichte. Bei den Falcons blieb er bis 2000.

#### Weitere Teams ab 2001 und Rückkehr nach Atlanta
Ab 2001 wurde Andersen allmählich zum „Weltenbummler“ und „Aushilfe“ als Kicker aufgrund seines zunehmenden Alters. Einer Saison bei den New York Giants folgten deren zwei in Kansas City bei den Chiefs. Hier schien er wieder länger Fuß zu fassen, bis er dem Letzten „Cut“ des Teams auf 54 Spieler zugunsten des Rookies Lawrence Tynes zum Opfer fiel. (Zur Saisonvorbereitung haben die Teams noch bis zu über 80 Spieler in ihrem Kader, den sie aber bis zum Start der Saison – meist praktiziert in mehreren Schritten – auf 54 reduzieren müssen. Von diesen dürfen am Spieltag auch „nur“ 45 das Feld betreten).
Die Minnesota Vikings machten sich aus der Situation einen Nutzen und nahmen Andersen für eine Saison (2004) unter Vertrag. Nun wurde Andersen langsam als Kultfigur angesehen, da er inzwischen 44 Jahre alt war. Nach dieser Saison wurde er jedoch wieder entlassen und spielte in der Saison 2005 erstmals seit 22 Jahren nicht in der NFL. Nach Auftritten in der NFL Europe, wie sie damals noch hieß, schien es auch 2006 so, als ob keine Mannschaft Andersen aufnehmen wollte. Nachdem jedoch das Unikum der Falcons, Michael Koenen als Kicker und Punter in einer Person zu vereinen, aufgrund der fehlenden Qualität Koenens als Kicker misslang, bekam Andersen einen neuen Vertrag bei seinem alten Team. Hier erzielte er am 16. Dezember 2006 mit einem Extrapunkt nach dem Touchdown seinen 2436. Punkt, was ihn zum besten Punktesammler aller Zeiten, vor Gary Anderson, machte. Dieser Extrapunkt wurde so sehr bejubelt wie einer, der das Spiel entschieden hätte. Zu Anfang der Saison wurde er als ältester Spieler zum Spieler der Woche der NFL gekürt.
Andersen hatte laut der US-amerikanischen Sportzeitung Sports Illustrated vor, bis 2010 zu spielen, um so als erster Mensch mit über 50 Jahren in der NFL zu spielen. Um ältester Spieler aller Zeiten zu werden, hätte er bis zum 8. Dezember 2008 spielen müssen, um George Blanda, der mit 48 Jahren und 109 Tagen zuletzt spielte, zu überholen. Beide Vorhaben gelangen ihm nicht. Er setzte sich am 8. Dezember 2007 zur Ruhe, da ihm eine Knieverletzung eine weitere Karriere verwehrte.

## Statistiken, Ehren und Trivia

### Karrierestatistiken
| Jahr(e)   | Team    | Spiele | FGM | FGA | %     | LNG | BLK | XPM | XPA | %     | PTS  |
| --------- | ------- | ------ | --- | --- | ----- | --- | --- | --- | --- | ----- | ---- |
| 1982–1994 | NO      | 196    | 302 | 389 | 77,63 | 60  | 9   | 412 | 418 | 98,56 | 1318 |
| 1995–2000 | ATL     | 96     | 139 | 173 | 80,35 | 59  | 6   | 203 | 205 | 99,02 | 620  |
| 2001      | NYG     | 16     | 23  | 28  | 82,14 | 51  | 0   | 29  | 30  | 96,67 | 98   |
| 2002–2003 | KC      | 30     | 38  | 46  | 82,61 | 50  | 1   | 109 | 110 | 99,09 | 223  |
| 2004      | MIN     | 16     | 18  | 22  | 81,82 | 48  | 0   | 45  | 45  | 100   | 99   |
| 2006      | ATL     | 12     | 18  | 21  | 85,71 | 44  | 1   | 25  | 25  | 100   | 79   |
| Gesamt:   | Gesamt: | 366    | 538 | 679 | 79,23 | 60  | 17  | 823 | 833 | 98,8  | 2437 |

Legende: NO = New Orleans Saints; ATL = Atlanta Falcons; NYG = New York Giants; KC = Kansas City Chiefs; MIN = Minnesota Vikings; FGM = verwandelte Fieldgoals; FGA = Fieldgoalversuche; LNG = längstes Fieldgoal; BLK = geblockte Fieldgoals; XPM = verwandelte Extrapunkte; XPA = Extrapunktversuche; PTS = erzielte Punkte (FGM * 3 + XPM)

### Ehren und Rekorde
Andersen wurde im Januar 2006 erstes Mitglied der Hall of Fame des dänischen American-Football-Verbandes. 2017 wurde er auch in die Pro Football Hall of Fame aufgenommen. Darüber hinaus wurde er siebenmal, nämlich von 1986 bis 1989, 1991, 1993 und 1996, in den Pro Bowl berufen. Auch im College Football gehörte er 1981 dem Allstar-Team, den All-americans, an.
Folgende Rekorde hält Andersen inne (Stand: Oktober 2018)
- Meiste Spiele – 366
- Meiste Fieldgoalversuche – 679
- Meiste Fieldgoals aus 50 oder mehr Yards in einer Saison – 8 (zusammen mit Jason Hanson)
- Meiste Fieldgoals aus 50 oder mehr Yards in einem Spiel – 3 (gegen New Orleans, 10. Dezember 1995)
- Meiste Saisons mit 100 oder mehr Punkten – 14 (zusammen mit Gary Anderson)

Pro Bowl records:
- Meiste Punkte in Pro Bowls – 45 (15 Extrapunkte, 10 Fieldgoals)
- Meiste Extrapunkte in Pro Bowls – 15
- Meiste Fieldgoalversuche in Pro Bowls – 18
- Meiste Fieldgoals in Pro Bowls – 10

Bei folgenden Rekorden belegt Andersen den zweiten Platz:
- Meiste Extrapunktversuche – 833 (hinter George Blanda, 959)
- Meiste Extrapunkte – 823 (hinter George Blanda, 943)
- Meiste Fieldgoals aus 50 oder mehr Yards insgesamt – 40 (hinter Jason Hanson, 41)
- Meiste Punkte – 2.544 (hinter Adam Vinatieri, 2.550)
- Meiste Fieldgoals – 538 (zusammen mit Gary Anderson) – (hinter Adam Vinatieri, 568)

### Erwähnenswertes
Es gibt viele Zusammenhänge zwischen Morten Andersen und Gary Anderson. Sie haben nicht nur fast den gleichen Nachnamen, sondern sind auch innerhalb eines Jahres geboren, in jungen Jahren aus dem Ausland (Dänemark bzw. Südafrika) in die USA gekommen, hatten lange und erfolgreiche Karrieren in der NFL zur gleichen Zeit und sind bei einigen ewigen Statistiken auf dem ersten und zweiten Platz vertreten.